# AV Archeus
AV Archeus is een atletiekvereniging uit de gemeente Winterswijk, Gelderland. AV Archeus is opgericht op 17 maart 1987. Archeus betekent wilskracht in het Grieks. De vereniging is een officieel lid van de Atletiekunie en behoort tot de atletiekregio Veluwe en Achterhoek.
De vereniging telt medio 2015 ruim 350 leden, bestaande uit ca. 230 senioren en 120 jeugdleden.

## Geschiedenis
Begin 1987 werd in Winterswijk door zo’n 35 duursportatleten de Duursport Vereniging Archeus, kortweg DVA, opgericht. In de jaren negentig van de vorige eeuw ontwikkelde de club zich tot een volwaardige atletiekvereniging.

## Accommodatie
De accommodatie van Archeus bevindt zich sinds oktober 2014 aan de Vredenseweg aan de rand van Winterswijk. Daarvoor had de vereniging een kleine baan van 300 meter aan de Laan van Hilbelink in het centrum. De club beschikt nu over een volwaardige wedstrijdaccommodatie met een 6-laans 400m rondbaan en 8 sprintlanen.
Op de huidige locatie is op dit moment de beschikking over een volwaardige atletiekbaan:
- een 400 meter rondbaan van 6 lanen
- 8 sprintbanen
- 2 hoogspringmatten
- 1 polsstokhoogspringmat
- 2 verspringbak
- 1 discuskooi
- 1 kogelslingerkooi
- 2 kogelstootring

Verder worden ook de atletiekonderdelen hordelopen, speer- en balwerpen (jongste jeugd) beoefend.

## Hardlopen
Archeus kent meerdere hardloopgroepen op vier niveaus van beginner tot master. Trainingen vinden plaats onder begeleiding van gecertificeerde trainers. Gezamenlijk kan worden deelgenomen aan diverse baan- en wegwedstrijden.
Voor beginnende hardlopers heeft Archeus in het voor- en najaar het programma ABC (Archeus Beginners Cursus), waar onder goede begeleiding kan worden begonnen met hardlopen.

## Baanatletiek
Zowel op recreatief als op wedstrijdniveau wordt getraind voor alle aspecten van de baanatletiek. Anno 2015 bedrijven ca. 130 leden - voornamelijk jeugd van 6 t/m 18 jaar - baanatletiek, voornamelijk in meerkampvorm.

## Evenementen
De vereniging organiseert jaarlijks ten minste drie vaste hardloopevenementen; begin januari de Kroese Wevers Cross, in juni De Obbink KWF Run. In augustus is er de Koopman Bergrun, een uitdagende en populaire klimloop op en rondom de voormalige vuilstort bij Winterswijk. Sinds september 2012 is hier nog een evenement aan toegevoegd, de recreatieve marathon Nationaal Landschap Winterswijk. Daarnaast ondersteunt de vereniging nog diverse loopevenementen voor goede doelen.

## Breedtesport
Naast de reguliere groepen kent Archeus sinds 2012 Atletiek4You, een trainingsgroep voor jeugd met bijzondere gedragskenmerken uit de regio van 6 tot 18 jaar. Verder worden jaarlijks een aantal clinics georganiseerd voor alle basisscholen, en worden atletiektoernooien voor basisscholen georganiseerd. Voor middelbareschooljeugd ondersteunt de vereniging jaarlijks het loopprogramma IRun2Bfit voor ca 300 2e klassers.